# Гончуков, Арсений Михайлович
Арсе́ний Миха́йлович Гончуко́в (19 марта 1979, Нижний Новгород) — режиссер авторского независимого кино, сценарист, поэт, писатель. Член Союза кинематографистов РФ и Гильдии кинорежиссеров России.

## Биография
Окончил филологический факультет ННГУ им. Н. И. Лобачевского, Школу кино Высшей школы экономики (Мастерская режиссуры игрового фильма), ученик Анны Фенченко и Николая Хомерики. Учится в Московской школе нового кино (Д. Мамулия, М. Игнатенко). Режиссёр, сценарист, продюсер шести полнометражных художественных фильмов, а также короткометражек и сериалов. Занимается литературной деятельностью, публикуется в различных российских изданиях, выпущены и планируются к выпуску книги.

## Художественные фильмы
| №  | Год  | Название                        | Доп. информация                                                                                        |
| -- | ---- | ------------------------------- | --- |
| 1. | 2011 | Синдром дракона                 | Телесериал снят по заказу ОАО «Первый канал», второй режиссёр (при режиссёре-постановщике Н. Хомерики) |
| 2. | 2011 | Конечная остановка              | Автор сценария, режиссёр-постановщик, продюсер                                                         |
| 3. | 2012 | 1210 (Тысяча двести десять)     | Автор сценария, режиссёр-постановщик, продюсер                                                         |
| 4. | 2013 | Полёт. Три дня после катастрофы | Автор сценария, режиссёр-постановщик                                                                   |
| 5. | 2014 | Сын                             | Автор сценария, режиссёр-постановщик                                                                   |
| 6. | 2015 | Последняя ночь                  | Автор сценария, режиссёр-постановщик                                                                   |
| 7. | 2024 | Чёртов камень                   | Режиссёр-постановщик                                                                                   |
| 8. | 2025 | Внутри каракурта                | Автор сценария, режиссёр-постановщик                                                                   |

А. Гончуков позиционирует себя как создатель независимого, некоммерческого, авторского кино. Об этом он говорит в своем манифесте на сайте «Эха Москвы»: «Для меня смысл режиссуры — снимать что-то настоящее и стоящее. Кино. Не будем забывать, что кинематограф прежде всего это искусство».
В 2023 году закончил создание очередного полнометражного художественного фильма «Внутри каракурта». Мировая премьера состоялась 11 января 2025 года в Центральном доме кино в Москве.
В 2024 году возобновил съёмки сериала «Район тьмы». Планируется к выходу 3 сезон.

## Сериалы
| №  | Год  | Название                              | Доп. информация                                                                    |
| -- | ---- | ------------------------------------- | ---------------------------------------------------------------------------------- |
| 1. | 2015 | Район тьмы. Хроники повседневного зла | Интернет-сериал. Автор идеи, режиссёр, продюсер, сценарист                         |
| 2. | 2017 | Россия на крови                       | Документальный исторический интернет-сериал. Режиссер, соавтор сценария и монтажер |

## Документальные фильмы
| №   | Год  | Название                                     | Доп. информация                              |
| --- | ---- | -------------------------------------------- | -------------------------------------------- |
| 1.  | 2009 | Чехословакия, 68. Братское вторжение         | 39 мин, ТК «Звезда», автор сценария, ведущий |
| 2.  | 2009 | Тибет. Тайны вершины мира                    | 39 мин, ТК «Звезда», автор сценария          |
| 3.  | 2009 | Четыре смерти Валерия Чкалова                | 39 мин, ТК «Звезда», соавтор сценария        |
| 4.  | 2009 | Суперводители                                | 39 мин, ТК «Звезда», автор сценария, ведущий |
| 5.  | 2009 | Центральный военный оркестр                  | 39 мин, ТК «Звезда», автор сценария, ведущий |
| 6.  | 2010 | Любовь на линии огня. Маршал Баграмян        | 52 мин., ТК «Первый канал», соавтор сценария |
| 7.  | 2010 | Операция «Вайс». Как началась Вторая мировая | 52 мин, ТК «Россия», автор сценария          |
| 8.  | 2010 | Охота на почтальонов                         | 39 мин, ТК «Звезда», автор сценария, ведущий |
| 9.  | 2010 | Русский дух. Хроники 93 года                 | 52 мин, автор сценария, режиссёр-постановщик |
| 10. | 2011 | И не было лучше брата… Братья Вайнеры        | 52 мин, ТК «Первый канал», соавтор сценария  |

## Литературная деятельность
Автор сборников стихотворений «Отчаянное рождество» (2006), «Не кино» (2024), автор идеи и организатор международных фестивалей «Литератерра», публикации в поэтических сборниках, журналах, газетах России («Литературная газета», «Воздух», «Дружба народов», «Литперрон», «Знамя», «Новый мир» и др.). По признанию самого А.Гончукова, ему близка литературная традиция таких авторов, как Цветаева, Маяковский, Бродский, Башлачёв, Янка Дягилева… «Вот такой коктейль. Но для меня это искренняя поэзия и её великие высоты». Публикует и участвует в сборниках рассказов, как авторских, так и компилятивных.

## Драматургия и сценарии
В 2009 году с пьесой «Бывшие» стал лауреатом конкурса современной драматургии «Любимовка». Читки-постановки прошли в «Театре.doc», «Центре им. Вс. Мейерхольда». Пьеса была опубликована в журнале Современная драматургия. В 2012 году полнометражный сценарий А. Гончукова «От любви не умирают» вошел в шорт-лист конкурса журнала «Искусство кино».

## Книги
Первая книга Арсения Гончукова, поэтический сборник «Отчаянное рождество», была выпущена под псевдонимом Арсений Гончаров нижегородским издательством «Дятловы горы» в 2006 году.
В 2019 году в издательстве ЭКСМО в серии «Бомбора» вышла первая книга Арсения Гончукова в жанре нон-фикшн «Как снять кино без денег».
В 2023 году в издательстве АСТ в серии «Другая реальность» вышла очередная книга «Доказательство человека».

## Награды
Обладатель более 20-ти наград российских и международных кинофестивалей. В числе них гран-при фестиваля «Окно в Европу», гран-при национальной кинопремии «Страна», гран-при кинопремии «Кинопризыв», приз за «Лучшую мужскую роль» кинофестиваля «Киношок», приз «За лучшую режиссуру» IV Delhi International Film festival, 2-й приз в номинации «Лучший полнометражный фильм» Baghdad International Film Festival, лауреат специального приза первого фестиваля веб-сериалов в России — «За вклад в развитие веб-сериалов». Диплом «За отражение болевых моментов в жизни нашего общества» на фестивале «Святая Анна», «West Virginia Mountaineer Short Film Festival» и других. Фильм «Внутри каракурта» принёс призы за «Лучший фильм», «Лучшую режиссуру», «Лучшему исполнителю главной роли», «Лучший грим» на кинофестивалях Hollywood Blood Horror Festival (Лос-Анджелес, США) и Experimental Brasil Film festival.

## Участие в кинофестивалях
Участник киносмотров Франции, Канады, Германии, Чехии, Польши, США, Ирака, Индии. Среди них Каннский кинофестиваль, 77 Монреальский кинофестиваль, «Phoenix Film Festival Melbourne», «Toronto World International Film Festival», «Delhi International Film festival», «Kerala International Film Festival», «Chacun son Court», «Ten Festiwal Kijow Warszawa», 34 Московский международный кинофестиваль и других.

## Оценки творчества
Известный российский кинокритик Антон Долин в эфире «Вести FM» отметил: «Главный приз жюри, которое возглавлял продюсер Игорь Толстунов, достался фильму Арсения Гончукова „Сын“. <…> Во-первых, „Сын“ — удивительно цельное и концептуальное кино для России, традиционной страны компромиссов, где режиссёры и продюсеры все время стремятся угодить и зрителям, и критикам, и фестивалям, и коллегам, и Фонду кино с Министерством культуры, а в конечном счете остаются милы только самим себе. Здесь же — никаких компромиссов. Тягучий, но, в то же время, и затягивающий черно-белый драматический фильм — психологический портрет немногословного молодого человека, который ухаживает за тяжело больной матерью и готов пойти на все ради того, чтобы поставить её на ноги — что, кажется, уже невозможно, но истинно любящему сыну это неважно. Любовь, впрочем, в фильме умело уравновешена тоской, экзистенциальной тревогой, не покидающей ни зрителя, ни героя вплоть до трагической развязки. В целом, типологически это совершенно европейское кино, но на узнаваемом отечественном материале. Редкая птица. Но это только во-первых. Во-вторых, которое в данном случае ничуть не менее важно, — фильм снят практически партизанским методом, вне утверждений в разного рода официальных инстанциях и привычного многим заискивания перед спонсорами и продюсерами. Гончуков давно снимает кино — это далеко не первый его фильм, хотя можно предвидеть, что его карьеру отныне будут отсчитывать именно с „Сына“, — за свои деньги и деньги друзей. За дёшево или за бесплатно — но зато так, как ему кажется правильным. То есть, перед нами по-настоящему режиссёрское, в высшей степени авторское кино, и будь оно даже в сто раз глупее и беспомощнее, все равно заслуживало бы восхищения. Это, вероятно, не может и не должно стать универсальной моделью — независимые режиссёры тоже должны чем-то питаться, — но зато способно послужить универсальной прививкой от конъюнктурности, стремления кому-то угодить, которым болеют столь многие дебютанты. Будьте честны, и к вам потянутся — в том числе, широкие зрители. Недаром приз „Сыну“ выдал именно Толстунов — продюсер, известный многими блокбастерами.»
Писатель Захар Прилепин в 2007 году дал довольно высокую оценку творчества Гончукова: «Для меня Арсений Гончуков в первую очередь — поэт… Всем кто хоть раз в жизни испытывал радость от прочтения поэзии, я настоятельно рекомендую с книгой Гончукова ознакомится. Ему должно повезти, Арсению — потому что он открыт (если не сказать — разорван — за крепкие свои ребра — настежь), он энергичен (если не сказать — наделен энергией, опасной для жизни), он, наконец, талантлив». В 2008 году Прилепин подтвердил свою высокую оценку: «Гончуков сочиняет рваные, вывернутые наизнанку, кровоточащие, жуткие тексты, несколько за пределами литературы находящиеся, но настолько самобытно, самоценно, со звериным чутьем сделанные, что литература просто обязана расправить щедрые крылья и срочно разобраться с этим первобытным, восхищающим меня явлением, согреть его своим животворящим теплом».
Одна из старейших российских киноведов, Ирина Гращенкова, положительно отзывается о творчестве Гончукова: «Интересным мне показался и фильм режиссёра Арсения Гончукова «Сын». Он странный человек, делает уже четвёртую или пятую картину. Причём все актёры – его друзья, он им не платит. Сам пишет сценарии, музыку, сам монтирует. Но это не кино на коленке.»
По оценке авторитетного российского киноведа и кинокритика Сергея Кудрявцева, автора киноэнциклопедии «5000 фильмов. Рецензии за 50 лет» фильм «Полет. Три дня после катастрофы» Арсения Гончукова входит в число лучших российских и русскоязычных фильмов за четверть века (оценка 7 из 10).